# Distrito de Kemecse
El distrito de Kemecse (húngaro: Kemecsei járás) es un distrito húngaro perteneciente al condado de Szabolcs-Szatmár-Bereg.
En 2013 poseía 22 185 habitantes. Su capital es Kemecse.

## Municipios
El distrito tiene 2 ciudades (en negrita) y 9 pueblos
(población a 1 de enero de 2013):
- Berkesz (855)
- Beszterec (1086)
- Demecser (4284)
- Gégény (1975)
- Kék (1966)
- Kemecse (4792) – la capital
- Nyírbogdány (2861)
- Nyírtét (1088)
- Székely (1046)
- Tiszarád (568)
- Vasmegyer (1664)